# Salix matsudana
Espèce
Classification APG III (2009)
Salix matsudana, le Saule tortueux, est une espèce de plantes à fleurs de la famille des Salicaceae. C'est un saule  originaire de Chine et de Corée. C'est un arbre ornemental.
L'espèce a été nommée en honneur à Sadahisa Matsuda, un botaniste japonais.

## Description

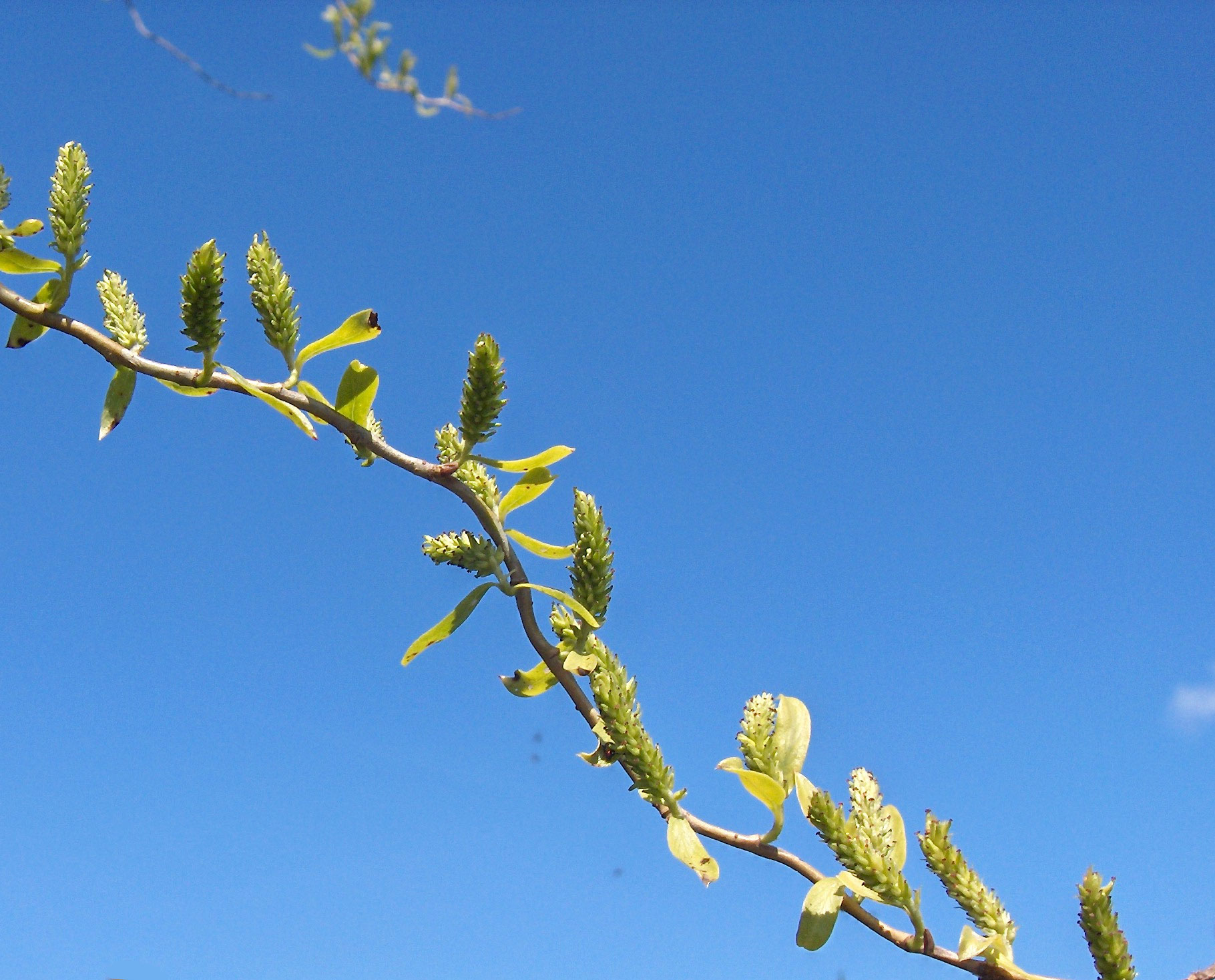
Rameau, feuilles et chatons.

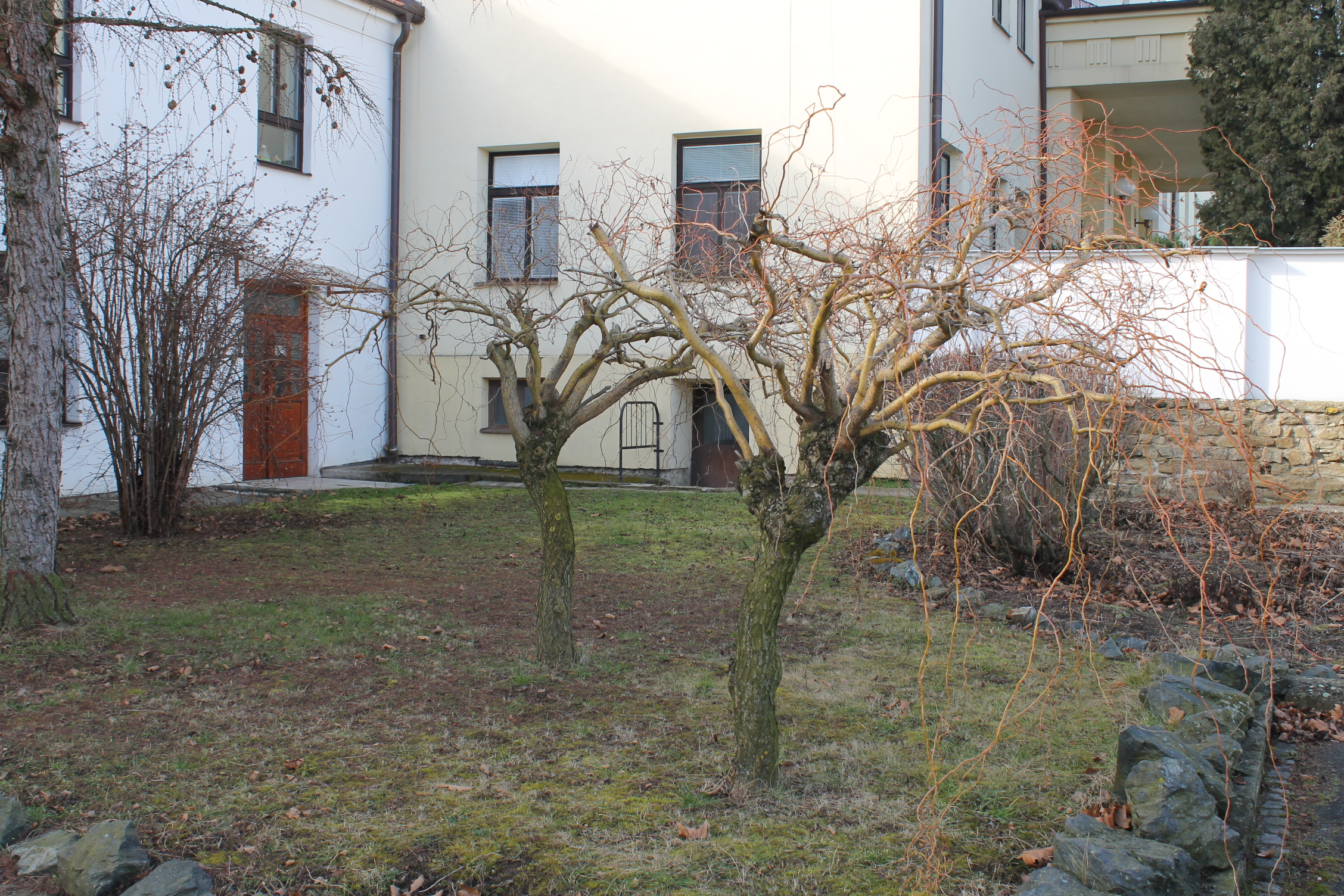
Arbre en hiver.

Salix matsudana est un arbre de taille moyenne à grande, caduc, atteignant 6 à 12 m de haut mais à la vie relativement courte.
Salix matsudana est dioïque, les chatons mâles et femelles étant portés par des arbres différents. Les feuilles sont étroites, d'un vert pâle, de 4 à 10 cm de long et 1 à 2 cm de large, les fleurs apparaissent dès le début du printemps,.

## Multiplication
Son bouturage est des plus faciles, il suffit de laisser tremper une branche dans de l'eau de pluie et plusieurs racines apparaîtront.

## Synonyme
Certains auteurs considèrent Salix matsudana Koidz. comme une variété de Salix babylonica L. (saule pleureur).

## Classification
Flora of China classe trois variétés dans l'espèce Salix matsudana :
- Salix matsudana var. anshanensis, endémique de Liaoning, province du nord-est de la Chine.
- S. matsudana var. matsudana, répandue dans le nord-est de la Chine.
- S. matsudana var. pseudomatsudana, trouvée uniquement dans les provinces de Hebei, Heilongjiang, et Liaoning.

Parmi les botanistes, le Russe Alexei Konstantinovich Skvortsov, expert en saules, traite Salix matsudana comme un synonyme du Salix babylonica, qui, en dépit de son nom botanique, est aussi natif de la Chine du Nord. La seule différence entre les deux espèces est que S. matsudana a deux nectaires dans chaque fleur femelle, alors que S. babylonica n'en a qu'un. Cependant, ce caractère est reproduit chez beaucoup de saules (Crack Willow Salix fragilis en a un ou deux). Aussi, cette différence ne devrait-elle pas être un élément de distinction des espèces.